# Portretul Ginevrei Benci
 Portretul Ginevrei Benci  este o pictură realizată de Leonardo da Vinci în jurul anului 1475, aflată la National Gallery of Art, Washington D.C. Tabloul este inspirat după sculptura Tânără cu un buchet de flori realizată de Andrea del Verrocchio, artistul care l-a influențat pe Leonardo.

## Descrie
Din păcate, tabloul pictat pe lemn de plop a fost mutilat prin îndepărtarea părții de jos, prin tăiere cu ferăstrăul, probabil datorită stării precare în care se afla. Se crede că la origine tabloul avea proporția laturilor 3x4,4, adică dimensiunile de 38,8 x 58 cm. 